# Ilex pernyi
Ilex pernyi là một loài thực vật có hoa trong họ Aquifoliaceae. Loài này được Franch. mô tả khoa học đầu tiên năm 1883.

## Hình ảnh

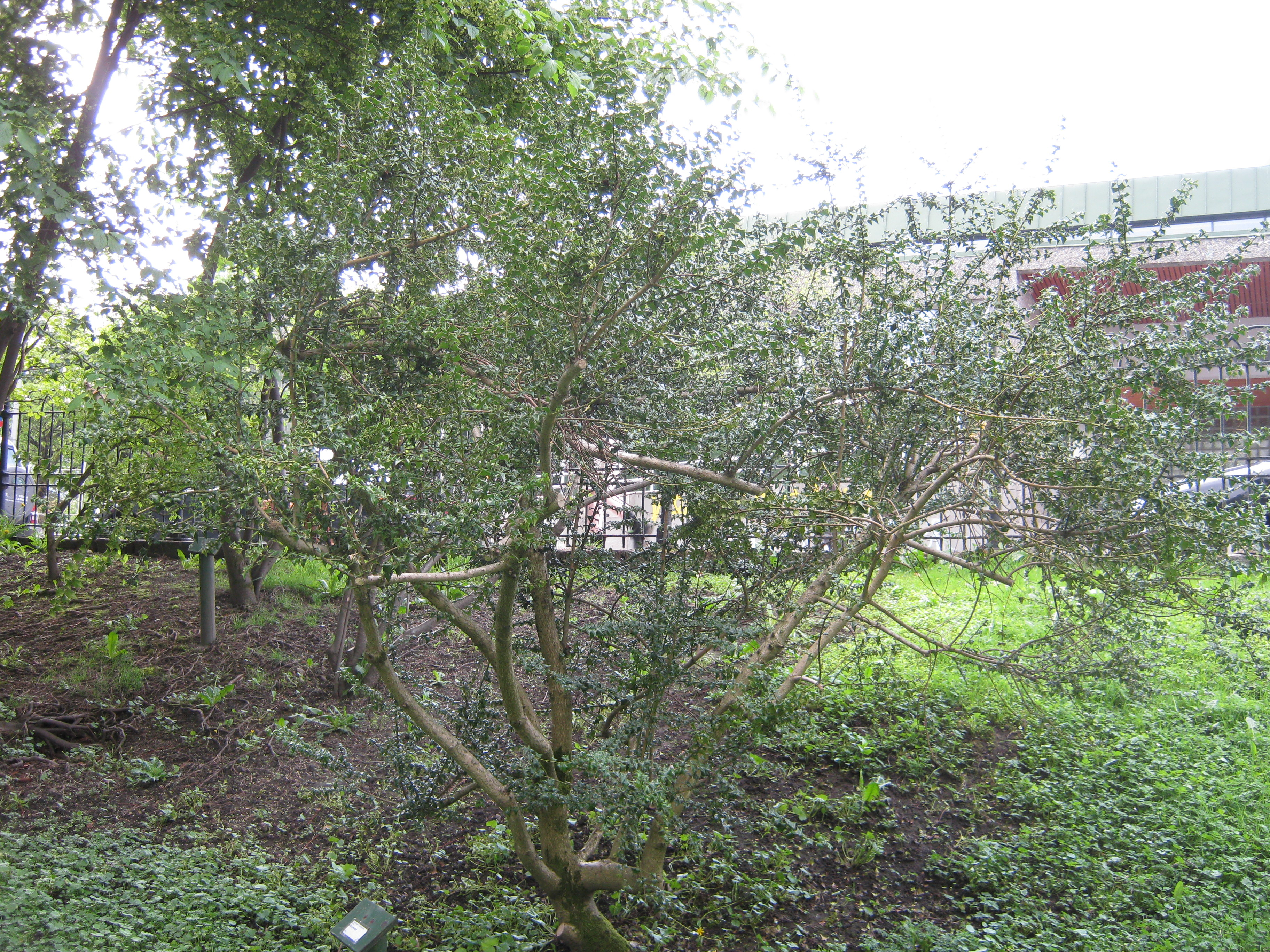
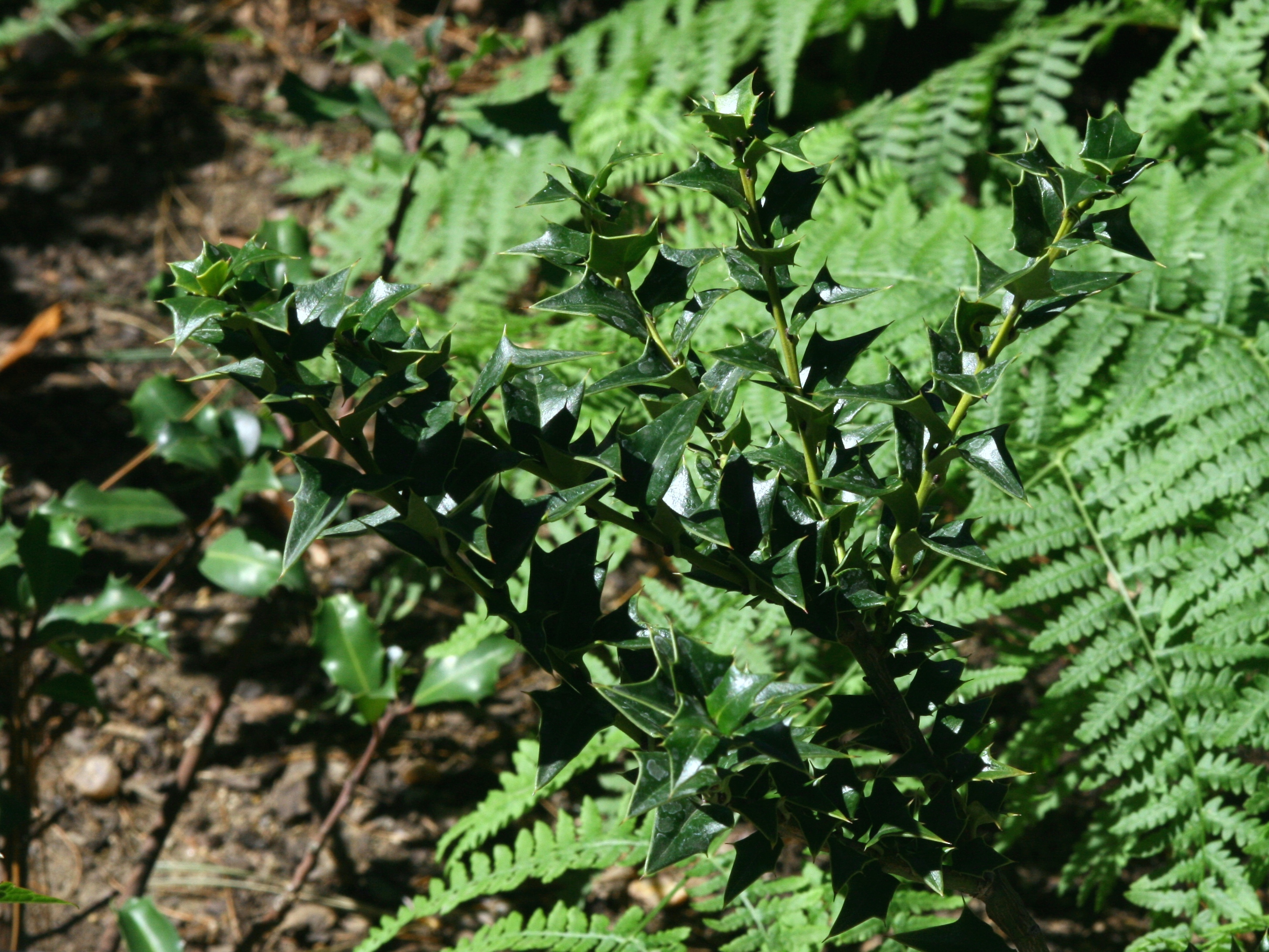
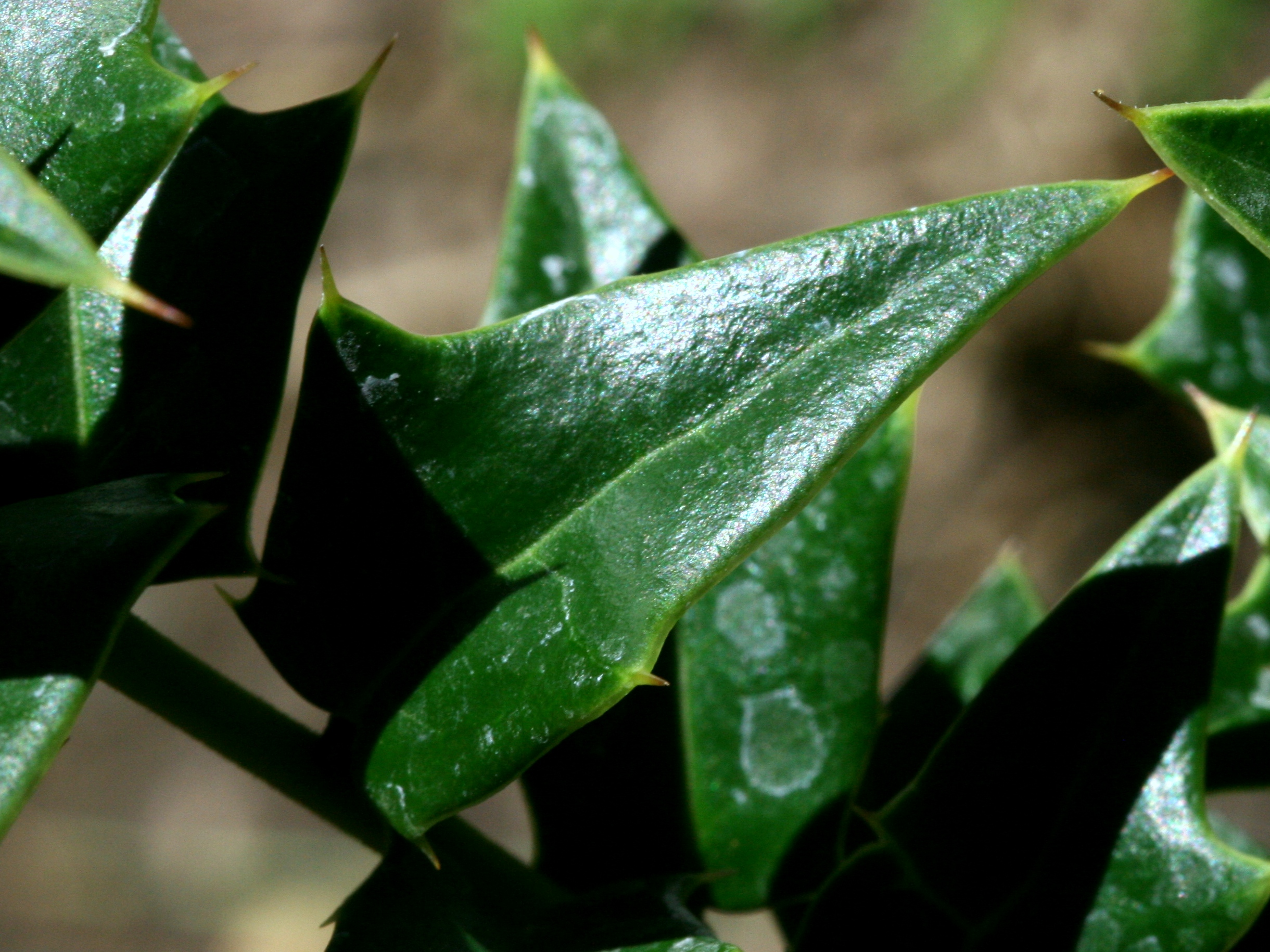
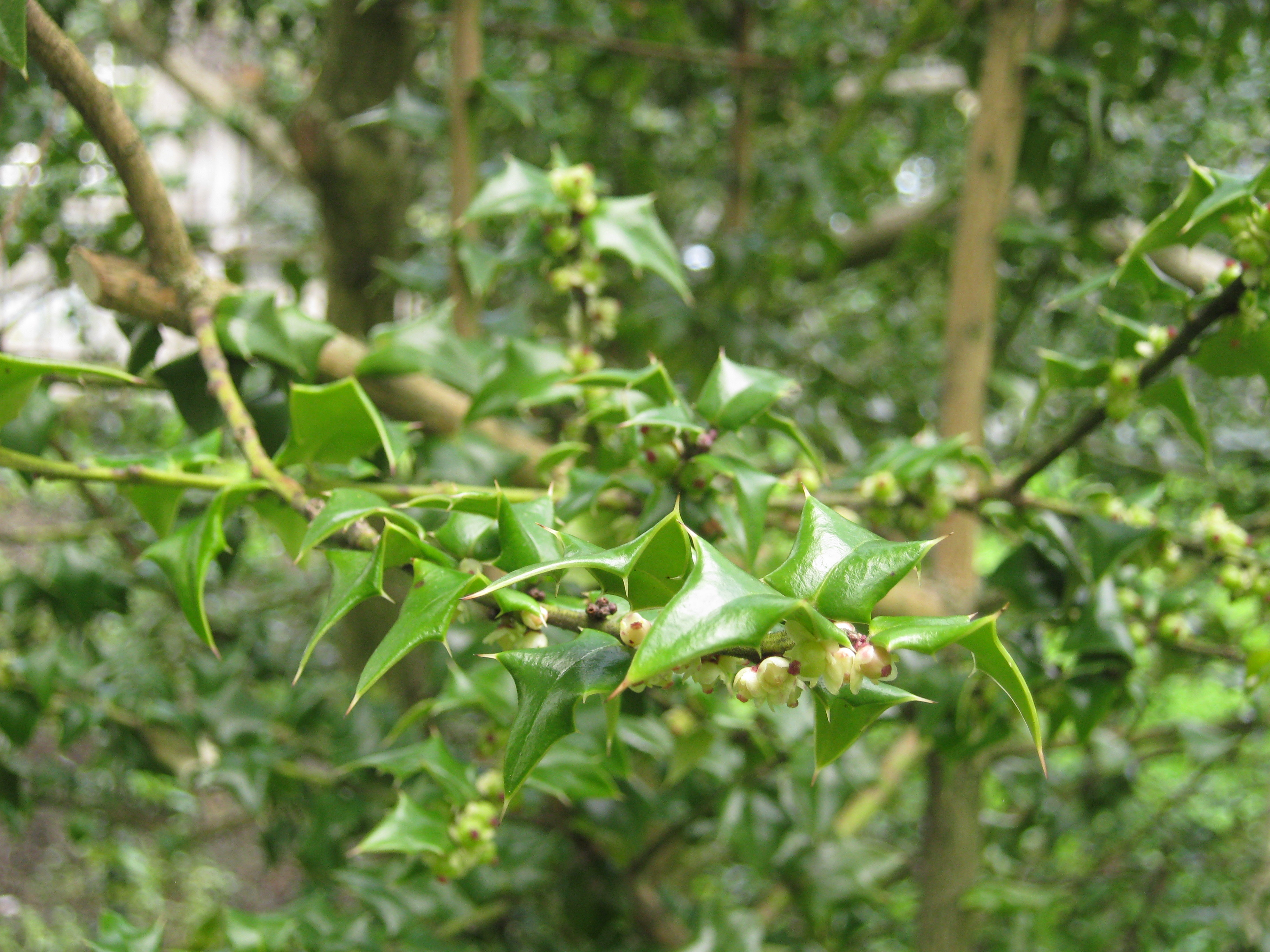